# Ladya
 (décembre 2023).
Si vous disposez d'ouvrages ou d'articles de référence ou si vous connaissez des sites web de qualité traitant du thème abordé ici, merci de compléter l'article en donnant les références utiles à sa vérifiabilité et en les liant à la section « Notes et références ».
Le complexe Ladya est un ensemble de trois bâtiments construits à Samara, au bord de la Volga, en Russie. 

## Description
Les bâtiments sont construits entre 2005 à 2008 : Ladya 1 en 2005 (19 étages), Ladya 2 en 2006 (29 étages, 122 mètres) et Ladya 3 en 2008 (25 étages, 122 mètres). Ladya 2 et Ladya 3 sont d'ailleurs les plus hauts immeubles de Samara[réf. nécessaire]. 
L'ensemble est conçu par l'agence d'architecture Volgatransstroy-Proekt OOO dans un style postmoderne.